# Cobijada

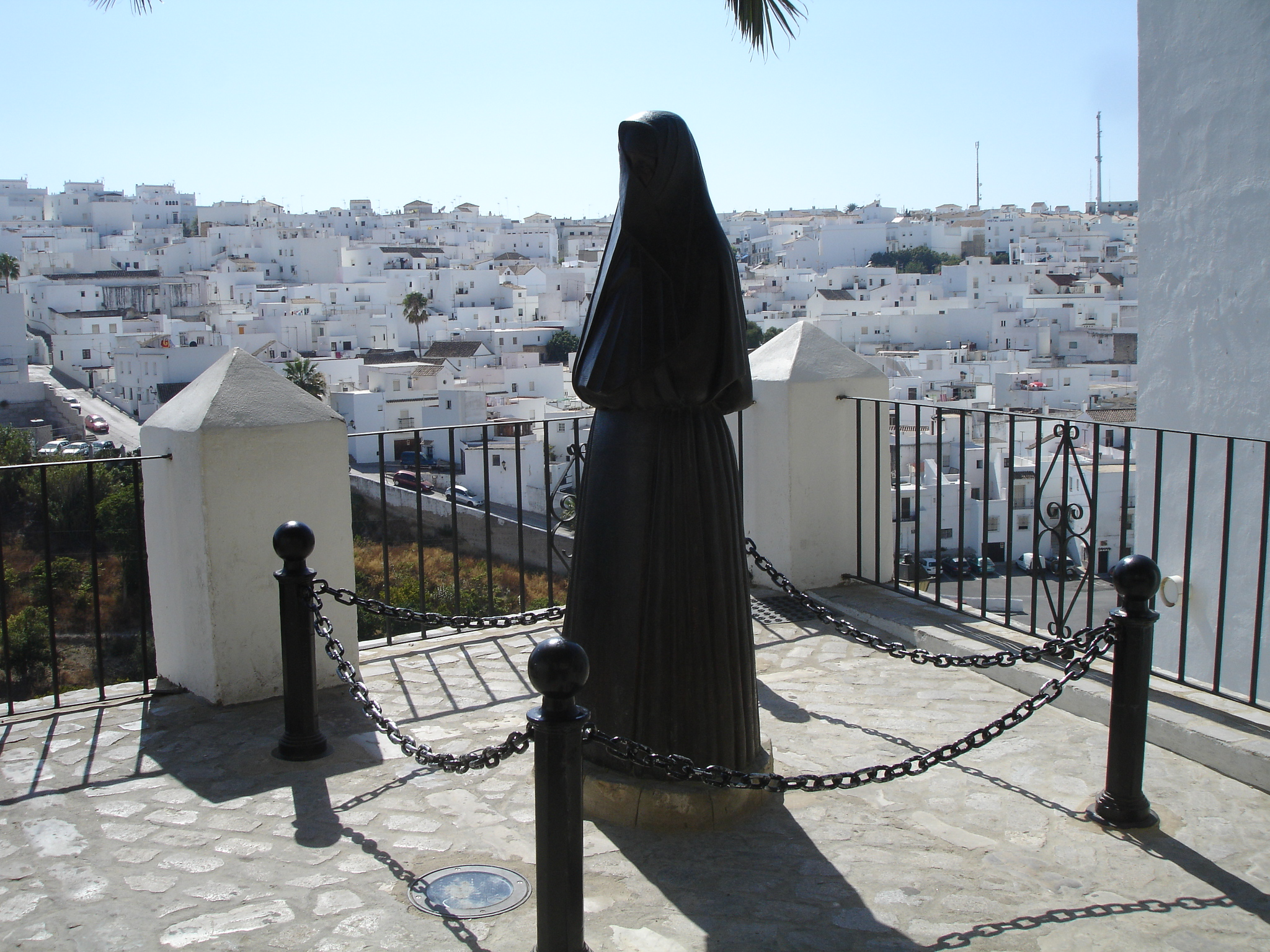
Estatua de una cobijada en Vejer de la Frontera.

La cobijada era una mujer que, antiguamente, en ciertos pueblos de la provincia de Cádiz (principalmente en Vejer de la Frontera, donde cerca de la judería de esta localidad existe una estatua en su honor) se cubre parte del rostro con el manto, de color negro, de tal manera que la única parte de su cuerpo visible era uno de sus ojos. Se cree que era una tradición de origen castellano.
La cobijada o traje de manto y saya es el traje típico de Vejer de la Frontera. Su origen es castellano, entre los siglos XVI y XVII. Estaba compuesto por unas enaguas blancas con tiras bordadas, blusa adornada con encajes, cuya composición dependía de la posición económica y social de la portadora, una saya negra sujeta a la cintura, a la cual le sobresalía el encaje bordado de las enaguas y un manto negro fruncido con un for de seda, que cubría a la mujer completamente, excepto el ojo izquierdo que quedaba al descubierto, y que sin duda la envolvia en un halo de misterio.
Desde su origen esta indumentaria ha sido recuperada en numerosas ocasiones, la última en la década de 1930. Finalizada la guerra civil se intentó recuperar esta vieja costumbre de usar la cobijada, pero ya apenas quedaban mujeres que conservaran la prenda al completo, ya que la escasez de la época de posguerra había obligado a muchas vejeriegas a desmantelar su traje para darle otros fines.
El uso del cobijado se recuperó definitivamente en el año 1976 y actualmente se utiliza de forma oficial en las fiestas patronales, durante el acto de coronación, donde se proclama la cobijada mayor y cobijada infantil que representarán durante el siguiente año a la mujer vejeriega en numerosos actos protocolarios.